# 帕沃洛奇卡河
帕沃洛奇卡河（烏克蘭語：Паволочка），是烏克蘭的河流，位於該國北部，屬於羅斯塔維齊亞河的左支流，發源自馬卡里夫卡以西，流經日托米爾州，河道全長23公里。